# Y sin embargo, te quiero
Y sin embargo, te quiero fue un programa emitido por Televisión española entre 1983 y 1985 en la tarde de los domingos.

## Formato
Sucesor de espacios como 625 líneas y otros similares de TVE, el programa realizaba una presentación de los programas y series que se emitirían en las entonces dos únicas cadenas de televisión en España de ámbito nacional (TVE-1 y TVE-2) a lo largo de la semana entrante.
Sin embargo, y a diferencia de sus predecesores, la fórmula de Y sin embargo, te quiero, - consecuencia de la renovación casi total de la programación que trajo el mandato del recién nombrado director general de RTVE José María Calviño - introdujo elevadas dosis de humor, ironía y parodia, no exentas de cierta autocrítica, lo que consiguió atraer la atención de los espectadores y permitir que el espacio se mantuviese en antena durante dos años.
A modo de ejemplo, en una de las emisiones y dentro de la sección de programas recomendados de la semana, se introdujeron imágenes de la Carta de ajuste.

## Presentación
La presentación corrió a cargo de los veteranos en el medio Ignacio Salas (más tarde Presidente de la ATV) y Guillermo Summers, formando un tándem que se mantendría en otros proyectos posteriores.
En la primera temporada (1983-1984) estuvieron acompañados por Pastora Vega en su primera experiencia ante la pantalla, que le granjeó una enorme popularidad entre los espectadores. En la segunda temporada (1984-1985) el trío se convirtió en cuarteto. Pastora Vega fue sustituida por la actrices Carme Elías y Silvia Marsó (en su primer trabajo para televisión tras Un, dos, tres). Sin embargo, Silvia Marsó solamente estuvo unas semanas en el programa.
La realización corrió a cargo de Mercedes Ibáñez.

## Curiosidades
El título del programa y la sintonía de cabecera corresponden a la famosa tonadilla homónima de Quintero, León y Quiroga originalmente para Juanita Reina (1958).
Fue considerado por el Grupo Joly uno de los cien mejores programas de la historia de la televisión en España.